# Pierre Grassou
Pierre Grassou (Pedro Grassou na edição da Comédia Humana organizada por Paulo Rónai) é uma novela de Honoré de Balzac publicada em 1839, que faz parte das Cenas da vida parisiense da Comédia Humana.
O autor propõe nela uma reflexão sobre as relações da burguesia com a arte, mais particularmente a pintura. Ele sente pena da falta de discernimento do público nas exposições e a pretensão de pintores que nunca deram prova de seu talento. Ele cria aqui uma fábula bufona, tipo de farsa em que é preso quem crê prender. Balzac critica assim o nivelamento democrático que engendra um relativismo na arte, notadamente pela ausência de pré-seleção no salão. O obra é então julgada pelo “politicamente correto” do tema, os chouans depois da restauração e o autor, Grassou, maravilhosamente burguês.

## Enredo
Pedro Grassou, sob o nome de Fougères, onde ele nasceu, é um pintor medíocre que vive, mesmo assim, de sua pintura, pois o velho inescrupuloso Elias Magus lhe encomenda cópias de grandes pintores: Ticiano, Rafael, e vários artistas reconhecidos que ele faz passar por pinturas autênticas. Elias Magus revende essas falsificações muito caro aos pequeno-burgueses incapazes de apreciar a “boa pintura”. Furiosamente aficionado pela arte, o sr. Vervelle, vendedor de garrafas, muito rico, é trazido ao ateliê de Pedro Grassou por Magus, que lhe faz crer estar diante de um grande mestre, que ainda por cima possui economias. O sr. e sra. Vervelle ficam encantados por esse jovem que rivaliza com (ou melhor, copia) Rembrant, Rubens, e que seria um excelente marido para a filha deles. Pedro Grassou é convidado à Ville-d'Avray na mansão ridiculamente decorada dos burgueses que contém, mesmo assim, uma imensa coleção de "obras de pintores famosos", onde o mau pintor reconhece suas próprias cópias, tidas pelo dono como legítimas. Evidentemente, ainda que pouco escrupuloso, Pedro Grassou tem ciência de sua mediocridade. Seus amigos o exortaram muito a trabalhar, a sair daquilo que consideram um impasse artístico, e eles têm razão pois, apesar de sua fortuna, de seu bom casamento, das honras e do nível social que ele alcança finalmente, Pedro Grassou continua ressentido, humilhado pelo desprezo dos verdadeiros artistas, e não conhece a alegria que desejava. Um pintor fracassado é sempre infeliz, é a moral da fábula.